# Opius furiosus
Opius furiosus är en stekelart som beskrevs av Fischer 1968. Opius furiosus ingår i släktet Opius och familjen bracksteklar. Inga underarter finns listade i Catalogue of Life.